# Nepiopteracris eburnifrons
Nepiopteracris eburnifrons är en insektsart som först beskrevs av Bruner, L. 1910.  Nepiopteracris eburnifrons ingår i släktet Nepiopteracris och familjen gräshoppor. Inga underarter finns listade i Catalogue of Life.